# Sensor de flujo de calor

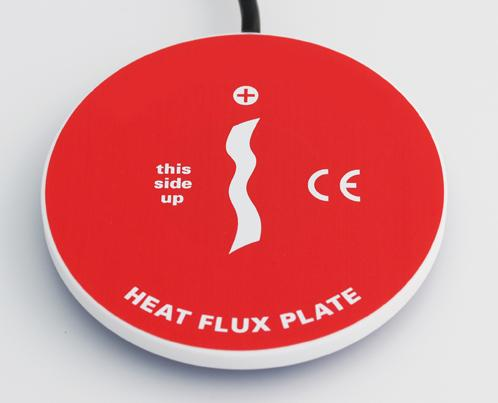
Placa típica de flujo de calor, HFP01. Este sensor se utiliza típicamente en la medición de la resistencia térmica y del flujo de calor en los sobres de edificios (paredes, tejados) y meteorología. También este tipo de sensor se puede cavar para medir el flujo de calor del suelo. Diámetro 80 mm

Un sensor de flujo de calor es un transductor que genera una señal eléctrica que es proporcional al calor total aplicado en la superficie del sensor. Los sensores de flujo de calor se conocen bajo nombres diferentes, como transductores de flujo de calor, o bien placas o platos de flujo de calor. Existen además varios instrumentos que son realmente sensores de flujo de calor de único propósito, como los piranómetros (para la medición de la radiación solar) y los calibradores de Schmidt-Boelter (para la medida del flujo de calor del fuego). En el SI la unidad de flujo de calor es el vatio por metro cuadrado.
La conductividad térmica (a menudo expresada como k, λ, o κ) se refiere a la habilidad intrínseca de un material de transferir o conducir calor. Es uno de los tres métodos de transferencia de calor, siendo los otros dos: convección y radiación. Los procesos de transferencia de calor pueden cuantificarse en términos de las ecuaciones de velocidad correspondientes. La ecuación de velocidad en este modo de transferencia de calor está basada en la ley de Fourier de conducción de calor. 

## Aplicaciones
Los sensores de flujo de calor se pueden usar en una gran variedad de aplicaciones. Una de las áreas más prometedoras es el análisis de la calidad del aislamiento térmico en edificación, así como las propiedades de aislamiento térmico de los textiles mediante la medición del coeficiente de transferencia de calor del objeto de estudio. Además, las posibles aplicaciones incluyen la medida de la velocidad de un flujo de líquido y/o gas, la determinación de la temperatura mediante métodos no invasivos y la medición de la potencia de un haz de láser.

### Aplicaciones en edificación
Todos los días se consume una gran cantidad de energía para calentar y enfriar edificios, los cuales en su mayoría presentan deficiencias en su aislamiento térmico y a menudo no cumplen con los estándares requeridos  actualmente. En este sentido, una de las aplicaciones más importantes de los sensores de flujo de calor es el control de la calidad del aislamiento térmico en edificación mediante la medida de la transmitancia térmica del cerramiento.
De acuerdo a la ley de la transferencia de calor, la densidad de flujo de calor que se transmite a través de la superficie de un cerramiento, es directamente proporcional a la diferencia de temperatura entre la superficie externa e interna del objeto (por ejemplo, una pared). Este factor de proporcionalidad se denomina transmitancia térmica o factor U del cerramiento. En este caso, la relación entre la densidad de flujo de calor medido por el sensor de flujo de calor y la diferencia de temperatura a ambos lados del cerramiento proporciona la información necesaria para el cálculo de la transmitancia térmica. En este sentido, un menor valor de transmitancia térmica o factor U indica un mayor nivel de aislamiento (por ejemplo, en las paredes del edificio).

### Aplicaciones en la industria textil
La magnitud de la densidad de flujo de calor también es un parámetro importante en el diseño de indumentaria deportiva y de protección térmica para bomberos, trabajadores en la industria metalúrgica o trabajadores expuestos a bajas temperaturas (por ejemplo, en caso de trabajos en cámara frigoríficas). En este sentido, la relación entre la densidad de flujo de calor medida usando un sensor de flujo de calor y la diferencia de temperatura entre la superficie interior y exterior de la prenda de ropa permite determinar el coeficiente de transmisión de calor del tejido, necesario para el desarrollo de indumentaria de protección térmica.